# Telus Tower
Der Telus Tower, bekannt auch unter dem Namen Union Tower, ist ein 32-stöckiges Bürogebäude in Toronto, Kanada. Das Gebäude befindet sich in der York Street/Bremner Boulevard. Das Telekommunikationsunternehmen Telus hat 60 % der Büroflächen belegt. Die übrigen Flächen wurden an andere Unternehmen vermietet.

## Architektur
Das Gebäude wurde modern entworfen mit viel Aluminium und einer Glasfassade. Das Gebäude wurde nach energiesparenden Vorgaben gebaut, so dass es eine Auszeichnung durch das Leadership in Energy and Environmental Design (LEED), die Goldene Auszeichnung erhalten hat, welche nur besonders energiesparende Gebäude erhalten.